# Видрашку, Феодосий Константинович
Феодо́сий Константи́нович Видра́шку (Ведра́шко) (молд. Feodosie Vidrașcu (Vedrașko); 11 января 1929, Милешть, Бессарабия — 30 января 2010, Москва, Россия) — молдавский советский писатель, член союза писателей СССР.

## Биография
Феодосий Константинович Видрашку (Ведрашко) родился в 1929 году в бессарабском селе Милешты (ныне — Ниспоренского района Молдавии) в крестьянской семье. Работать начал рано, отец брал сына на работу в поле. В 1943 году окончил семь классов местной сельской румынской школы. В августе 1944, при советской администрации, получил первую трудовую книжку. Работал учётчиком в конторе уполномоченного народного комиссариата по заготовкам продовольствия.
В октябре 1944 года вступил в комсомол и начал работать техническим секретарем Ниспоренского райкома ВКП(б), а затем — инструктором райкома комсомола. Одновременно учился в вечерней школе рабочей молодёжи. С 1953 по 1956 годы учился на факультетах журналистики Республиканской партийной школы при ЦК компартии Молдавии и Высшей партийной школы ЦК КПСС в Москве, которые окончил с отличием.
В июне 1948 года был принят в члены КПСС. Работал пропагандистом райкома партии в Котовске (ныне Хынчешть), секретарём райисполкома, редактором газеты «Сатул сочиалист» политотдела МТС (машинно-тракторной станции), заведующим отделом художественной литературы и главным редактором государственного издательства Молдавии. Затем был переведен в сектор печати отдела пропаганды и агитации ЦК компартии Молдавии. С июня 1957 года по июнь 1961 года — председатель Комитета по радиовещанию и телевидению при Совете министров Молдавской ССР. Избирался депутатом районного[где?] и городского[где?] Советов депутатов трудящихся. Был членом ЦК компартии Молдавии, откуда переведён в Москву для работы в аппарате ЦК КПСС. С 1963 по 1968 годы — корреспондент газеты «Правда» в Румынии. В 1964—65 годах работает над документальным телевизионным фильмом «По следам войны в Европе», ведёт съемки в Румынии, Болгарии, Югославии, Венгрии, Австрии, Чехословакии, ГДР, Польше. Фильм демонстрировался к 20-летию победы СССР в Великой Отечественной войне по Центральному телевидению. В 1964 году был одним из авторов и составителей сборника материалов и статей «Народная Румыния сегодня», изданной в сотрудничестве с редакцией органа коммунистической партии Румынии газеты «Скынтея» (Искра).
С 1969 по 1971 годы — главный редактор Студии зарубежного обмена Центрального телевидения СССР. В годы его работы на советские телеэкраны вышел телесериал Би-би-си «Сага о Форсайтах». Это был первый прорыв «буржуазной телепродукции» к советскому телезрителю. В те же годы был проведён первый пробный телемост между Москвой и Вашингтоном при посредничестве японской компании «Фудзи». Некоторые переговоры с западными партнёрами заканчивались безрезультатно — на Видрашку, как и на других чиновников, сотрудничающих с зарубежными партнёрами, велись специальные досье, в которых контакты с иностранцами — даже по официальной линии — оценивались как нежелательные; после этого осуществлять некоторые проекты было невозможно.
Вскоре после отстранения в 1970 году Николая Месяцева с поста председателя Гостелерадио СССР и назначения Сергея Лапина на эту должность Феодосий Видрашку был обвинён новым председателем в пособничестве «идеологической конвергенции» с Западом. Пришлось уйти с телевидения и искать другую работу. Так Видрашку пришёл в «Новый мир», где проработал с 1971 по 1993 годы — сначала ответственным секретарём и членом редколлегии журнала, а затем — заместителем главного редактора.
Печататься начал с 1948 года, писал очерки, рассказы. Перевёл с русского на молдавский язык «Живые борются» Жана Лафита, «Флаги на башнях» Антона Макаренко, «Реки горят» Ванды Василевской, «Крушение» Рабиндраната Тагора и другие произведения. В 1956 году вышел из печати отдельным изданием его роман «Сквозь бурю», в 1959 году эта книга напечатана на русском языке.
С 1959 года — член союза писателей СССР.
В 1962 году отдельным изданием вышел рассказ «Тревожное эхо» и сборник рассказов для детей. В том же году в журнале «Нистру» и альманахе «Современная драматургия» появилась его пьеса «Две жизни и третья». В 1973—1974 годах публикует роман «На улице роз», очерки «Вахта», «Судьбы», «Делись огнём», книгу «В центре России». В эти годы выходит двумя массовыми тиражами книга «Делись огнём» о донецких шахтёрах и металлургах. В 1976 году в издательстве «Молодая гвардия» в серии «Жизнь замечательных людей» увидела свет книга Видрашку «Петру Гроза» — о видном румынском политике, первом президенте страны.
В начале 70-х годов, вскоре после начала строительства Камского автомобильного завода, редакция «Нового мира» взяла «шефство» над этой стройкой. Видрашку с группой писателей и журналистов выехал на «КАМАЗ» и организовал там литературное общество местных прозаиков и поэтов. Начала создаваться «литературная летопись» стройки и самого завода. В частности, увидели свет три «новомировских» книжных тома под названием «Набережные Челны», а также книга самого Видрашку «Набережная надежды».
Феодосий Видрашку продолжал печататься в «Новом мире», в частности, вышел его очерк о современном московском метрополитене — «Репортаж из-под редакции».
В 1977 году на русском и молдавском языках вышла книжка «Встречи. Заметки о русском языке». В 1980 году в издательстве «Молодая гвардия» выходит вторая книга Ф. Видрашку из серии «Жизнь замечательных людей» — о румынском поэте, прозаике и публицисте Тудоре Аргези. В конце 80-х годов, Видрашку зарегистрировал кооператив — издательский центр «Новый мир» — для выпуска многотомного издания произведений Александра Солженицына. Этот проект был осуществлён.
С декабря 1993 года — пенсионер, продолжал писать и издаваться. В 1999 году в Молдавии на молдавском языке вышла его книга «Перекрёстки». Умер 30 января 2010 года в Москве.
Отмечен государственными наградами: орденами «Знак почета» (1960), «Дружба народов», «Трудового Красного знамени» (1984).

## Сочинения
- Сквозь бурю. — Кишинёв, 1959.
- Рассказы.— Кишинёв, 1960
- Тревожное эхо. — Кишинёв, 1962
- Прохлада земли. — М.: Советский писатель, 1963
- Сквозь бурю. — Кишинёв, 1967.
- Сквозь бурю. — Кишинёв, 1974.
- Тревожное эхо. — М.: Правда, 1975
- Петру Гроза. — М.: Молодая гвардия, 1976. (ЖЗЛ).
- Делись огнём. — Кишинёв, 1977.
- На улице роз. — М.: Советский писатель, 1977
- Тудор Аргези. — М.: Молодая гвардия, 1980. (ЖЗЛ).
- Встречи. — Кишинёв, 1981
- Перекрёстки. — М.: Современник, 1982
- Набережная надежды. — М.: Советский писатель, 1984
- Румынская рапсодия.— М.: Советский писатель, 1986
- Румынская рапсодия.— М.: Советский писатель, 1988

## Биографии
- Молдавская Советская Энциклопедия, т. 2, 1971, стр.36